# 澤萊尼夫卡 (赫爾松州)
46°43′5″N 32°38′23″E / 46.71806°N 32.63972°E
澤萊尼夫卡（羅馬化：Zelenivka）是位於烏克蘭南部的鎮，由赫爾松州赫爾松區的赫爾松市鎮負責管轄。該鎮距離赫爾松6.9公里，始建於1782年，面積6.44平方公里，2011年人口5,785，人口密度每平方公里898.29人。